# Біг-Сенді (Монтана)
Біг-Сенді (англ. Big Sandy) — місто (англ. town) в США, в окрузі Чуто штату Монтана. Населення — 605 осіб (2020).

## Географія
Біг-Сенді розташований за координатами 48°10′43″ пн. ш. 110°6′49″ зх. д. / 48.17861° пн. ш. 110.11361° зх. д. (48.178733, -110.113699).  За даними Бюро перепису населення США в 2010 році місто мало площу 1,14 км², уся площа — суходіл. В 2017 році площа становила 1,23 км², уся площа — суходіл.

## Демографія
Згідно з переписом 2010 року, у місті мешкало 598 осіб у 276 домогосподарствах у складі 161 родини. Густота населення становила 527 осіб/км².  Було 337 помешкань (297/км²).
Расовий склад населення:
| - 93,1 % — білих - 2,8 % — корінних американців - 0,8 % — азіатів - 0,7 % — вихідців з тихоокеанських островів - 0,2 % — чорних або афроамериканців |

До двох чи більше рас належало 2,0 %. Частка іспаномовних становила 1,3 % від усіх жителів.
За віковим діапазоном населення розподілялося таким чином: 21,9 % — особи молодші 18 років, 57,5 % — особи у віці 18—64 років, 20,6 % — особи у віці 65 років та старші. Медіана віку мешканця становила 47,5 року. На 100 осіб жіночої статі у місті припадало 88,6 чоловіків;  на 100 жінок у віці від 18 років та старших — 84,6 чоловіків також старших 18 років.
Середній дохід на одне домашнє господарство  становив 51 610 доларів США (медіана — 36 607), а середній дохід на одну сім'ю — 54 062 долари (медіана — 43 229). За межею бідності перебувало 16,1 % осіб, у тому числі 23,9 % дітей у віці до 18 років та 23,1 % осіб у віці 65 років та старших.
Цивільне працевлаштоване населення становило 331 осіб. Основні галузі зайнятості: освіта, охорона здоров'я та соціальна допомога — 38,7 %, роздрібна торгівля — 19,9 %, сільське господарство, лісництво, риболовля — 12,1 %, мистецтво, розваги та відпочинок — 6,9 %.